# Pusté Pole
Pusté Pole é um município da Eslováquia, situado no distrito de Stará Ľubovňa, na região de Prešov. Tem 3,24 km² de área e sua população em 2018 foi estimada em 223 habitantes.

## Demografia
| Ano:        | 1994 | 2004   | 2014   | 2024   |
| ----------- | ---- | ------ | ------ | ------ |
| Broj ljudi: | 209  | 226    | 224    | 223    |
| Razlika:    |      | +8,13% | -0,88% | -0,44% |

| Ano:               | 2023 | 2024   |
| ------------------ | ---- | ------ |
| Número de pessoas: | 217  | 223    |
| Diferença:         |      | +2,76% |